# Николаевский район (Хабаровский край)
Никола́евский райо́н — административно-территориальная единица (район) и муниципальное образование (муниципальный район) в Хабаровском крае Российской Федерации.
Административный центр — город Николаевск-на-Амуре.

## История
Николаевский район был образован 12 января 1965 года с центром в городе Николаевске-на-Амуре.

## География
Николаевский район расположен в восточной части Хабаровского края, между 51°31' с.ш. и 54°20' с.ш. и 138°40' в.д. и 141°30' в.д. Территория района занимает площадь 17 188,3 км². Район граничит на северо-западе — с Тугуро-Чумиканским районом, на западе, юго-западе и юге — с Ульчским районом Хабаровского края. На севере-северо-востоке Николаевский район омывается водами Охотского моря, на востоке — Татарского пролива. Расстояние до краевого центра, г. Хабаровска — 997 км.
Основные реки: Амур. По территории района река Амур протекает с запада на восток на протяжении 80 км. Крупные озёра: Орель, Чля и Орлик.

## Климат
Территория Николаевского района относится к умеренно-холодному, влажному климату. Сильное влияние на формирование климата района оказывает Охотское море. Продолжительность периода с температурой выше +10 °C составляет 90—135 дней. Наибольшее количество осадков выпадает во второй половине лета, когда сказывается сильное влияние летнего муссона. Среднегодовая сумма осадков чуть больше 500 миллиметров. Интенсивность выпадания осадков вызывает на реках 6—8 паводков за год.
Зима продолжительная и морозная. Устойчивый снежный покров устанавливается в третьей декаде октября и продолжается 165—200 дней. Средняя высота снежного покрова достигает 30 см, в низовьях Амура — до 90 см. Средняя температура января составляет −25,6 °C, среднегодовая: −2,3 °C.
Николаевский район приравнен к районам Крайнего Севера.

## Население
| 1926    | 1933    | 1939    | 1959    | 1970    | 1979    | 1989    |
| ------- | ------- | ------- | ------- | ------- | ------- | ------- |
| 15 721  | ↗22 000 | ↗28 532 | ↗45 156 | ↗47 901 | ↗50 989 | ↗55 979 |
| 1992    | 2000    | 2002    | 2004    | 2008    | 2009    | 2010    |
| ↗56 600 | ↘48 400 | ↘42 342 | ↘42 108 | ↘38 400 | ↘37 594 | ↘32 694 |
| 2011    | 2012    | 2013    | 2014    | 2015    | 2016    | 2017    |
| ↘32 490 | ↘31 515 | ↘30 857 | ↘30 074 | ↘29 326 | ↘28 331 | ↘27 506 |
| 2018    | 2019    | 2020    | 2021    | 2023    | 2024    | 2025    |
| ↘26 782 | ↘26 145 | ↘25 610 | ↘24 853 | ↘23 830 | ↘23 555 | ↘22 955 |

Примечание: с 1926 года по 2002 годы, численность населения пересчитана и включает население города Николаевск-на-Амуре.
Население по переписи 2010 составило 32 694 жителей. Крупнейшим населённым пунктом района является райцентр — город Николаевск-на-Амуре, с населением 22 752 жителей.
Остальные крупные населённые пункты — р.п. Многовершинный 2324 жителей, р.п. Маго 1480 жителей, р.п. Лазарев 1308 жителей.

### Урбанизация
В городских условиях (город Николаевск-на-Амуре, рабочие посёлки Лазарев и Многовершинный) проживают  85,77 % населения района.

### Национальный состав
Представлен более чем 21 национальностью. Большинство жителей русские. Среди других наиболее многочисленных групп — украинцы, татары, белорусы, мордва, чуваши. Среди малых народов Севера распространены нивхи — 9,91 %(1235 чел), нанайцы, ульчи, эвенки, а также менее малочисленные — негидальцы, удегейцы и др.

## Муниципально-территориальное устройство
В Николаевский муниципальный район входят 14 муниципальных образований нижнего уровня, в том числе 3 городских и 11 сельских поселений, а также 1 межселенная территория без какого-либо статуса муниципального образования:
| №         | Муниципальное образование | Административный центр         | Количество населённых пунктов | Население | Площадь, км² |
| --------- | ------------------------- | ------------------------------ | ----------------------------- | --------- | ------------ |
| 1e-06     | Городское поселение:      |                                |                               |           |              |
| 1         | город Николаевск-на-Амуре | город Николаевск-на-Амуре      | 1                             | ↘17 983   | 50,46        |
| 2         | посёлок Лазарев           | рабочий посёлок Лазарев        | 1                             | ↘878      | 8,70         |
| 3         | посёлок Многовершинный    | рабочий посёлок Многовершинный | 1                             | ↘1425     | 4,40         |
| 3.000002  | Сельское поселение:       |                                |                               |           |              |
| 4         | Иннокентьевское           | село Иннокентьевка             | 2                             | ↗440      | 3,10         |
| 5         | Константиновское          | село Константиновка            | 2                             | ↘440      | 2,30         |
| 6         | Красносельское            | село Красное                   | 2                             | ↘796      | 6,11         |
| 7         | Магинское                 | посёлок Маго                   | 2                             | ↘893      | 25,47        |
| 8         | Нигирское                 | село Нигирь                    | 2                             | ↘251      | 3,81         |
| 9         | Нижнепронгенское          | посёлок Нижнее Пронге          | 4                             | ↘148      | 1,90         |
| 10        | Озерпахское               | посёлок Озерпах                | 2                             | ↘140      | 2,27         |
| 11        | село Орель-Чля            | село Орель-Чля                 | 1                             | ↘20       | 1,90         |
| 12        | Оремифское                | село Оремиф                    | 2                             | ↘142      | 0,38         |
| 13        | Пуирское                  | посёлок Пуир                   | 3                             | ↘138      | 0,80         |
| 14        | Члянское                  | село Чля                       | 2                             | ↘296      | 4,20         |
| 14.000003 | Межселенная территория:   |                                |                               |           |              |
| 14.000004 | межселенная территория    |                                | 1                             | →7        |              |

### Населённые пункты
В Николаевском районе 28 населённых пунктов, в том числе 3 городских (из которых 2 рабочих посёлка (пгт) и 1 город) и 25 сельских. 
| №  | Населённый пункт    | Тип             | Население | Муниципальное образование                     |
| -- | ------------------- | --------------- | --------- | --------------------------------------------- |
| 1  | Алеевка             | село            | ↘29       | Нижнепронгенское сельское поселение           |
| 2  | Алексеевка          | село            | ↘1        | Нижнепронгенское сельское поселение           |
| 3  | Байдуково           | село            | ↘0        | Пуирское сельское поселение                   |
| 4  | Виданово            | село            | ↘18       | Нигирское сельское поселение                  |
| 5  | Власьево            | село            | →7        | межселенная территория                        |
| 6  | Гырман              | село            | ↘39       | Магинское сельское поселение                  |
| 7  | Джаоре              | село            | →0        | Нижнепронгенское сельское поселение           |
| 8  | Иннокентьевка       | село            | ↘416      | Иннокентьевское сельское поселение            |
| 9  | Константиновка      | село            | ↘435      | Константиновское сельское поселение           |
| 10 | Красное             | село            | ↘642      | Красносельское сельское поселение             |
| 11 | Лазарев             | рабочий посёлок | ↘847      | городское поселение посёлок Лазарев           |
| 12 | Литке               | село            | ↘2        | Члянское сельское поселение                   |
| 13 | Маго                | посёлок         | ↘854      | Магинское сельское поселение                  |
| 14 | Макаровка           | село            | ↘2        | Пуирское сельское поселение                   |
| 15 | Многовершинный      | рабочий посёлок | ↘1371     | городское поселение посёлок Многовершинный    |
| 16 | Нигирь              | село            | ↘233      | Нигирское сельское поселение                  |
| 17 | Нижнее Пронге       | посёлок         | ↘118      | Нижнепронгенское сельское поселение           |
| 18 | Николаевск-на-Амуре | город           | ↘17 471   | городское поселение город Николаевск-на-Амуре |
| 19 | Озерпах             | посёлок         | ↘140      | Озерпахское сельское поселение                |
| 20 | Орель-Чля           | село            | ↘20       | Сельское поселение «Село Орель-Чля»           |
| 21 | Оремиф              | село            | ↘129      | Оремифское сельское поселение                 |
| 22 | Подгорное           | село            | ↘5        | Константиновское сельское поселение           |
| 23 | Пуир                | посёлок         | ↘136      | Пуирское сельское поселение                   |
| 24 | Сахаровка           | село            | ↘24       | Иннокентьевское сельское поселение            |
| 25 | Свободное           | село            | →0        | Озерпахское сельское поселение                |
| 26 | Тнейвах             | село            | ↘13       | Оремифское сельское поселение                 |
| 27 | Чля                 | село            | ↘294      | Члянское сельское поселение                   |
| 28 | Чныррах             | посёлок         | #Н/Д      | Красносельское сельское поселение             |

Кроме того есть несколько маяков, метеостанций, баз охотников и сезонных рыбообрабатывающих баз.